# Sayf ibn Umar
Sayf ibn Umar al-Usayyidi al-Tamimi (arabe : سيف بن عمر) est un historien musulman du VIIIe siècle vivant à Koufa. Il est l'auteur Kitāb al-futūh al-kabīr wa 'l-ridda, la principale source d'al-Tabari sur les guerres de la Ridda et les conquêtes musulmanes. L'ouvrage contient également d'importantes informations sur la structure du gouvernement et de l'armée musulmane. D'après l'historien du XIVe siècle al-Dhahabi, Sayf meurt sous le règne d'Harun al-Rashid (786-809).

## Vie
Peu de choses sont connues sur Sayf, excepté le fait qu'il vivait à Koufa et qu'il appartient à la tribu des Banu Tamim.

## Fiabilité
La fiabilité de ses hâdiths a longtemps été contestée. Comme il a été le seul à transmettre nombre de ses récits historiques, notamment sur la conquête de l'Irak, certains historiens modernes, notamment Julius Wellhausen, l'ont accusé de fabrication ou d'exagération. On dit que ses récits sont influencés par les traditions tribales des Banu Tamim. Il recueille cependant également des témoignages qui mettent en lumière d'autres tribus.
De récentes études suggèrent que le Sayf est plus fiable qu'on ne le pensait auparavant,. L'historien américain W. F. Tucker et l'historienne israélienne Ella Landau-Tasseron notent que bien que Sayf ait pu être un collectionneur peu scrupuleux de hâdiths, cela ne nuit pas à sa fiabilité générale en tant que transmetteur d'informations historiques (akhbārī). Pour Tucker, Sayf est tout aussi biaisé que d'autres akhbārīs contemporains, comme l'historien chiite Abu Mikhnaf. Les orientalistes Fuat Sezgin, Albrecht Noth (de), et Martin Hinds ont également contesté les vues de Wellhausen et placé Sayf sur un pied d'égalité avec les autres historiens traditionalistes.